# Herman Koelling
Herman Koelling, właśc. Karl Ernst Hermann Koelling (ur. 26 maja 1841 w Byczynie, zm. 6 marca 1902) – pastor ewangelicki z Proślic koło Byczyny, badacz lokalnej historii i kultury, śląski pisarz dydaktyczny. 

## Życiorys
Opublikował monografię Byczyny Geschichte der Stadt Pitschen. W 1887 wydał we Wrocławiu biografię swojego brata i proboszcza parafii, Wilhelma, zapisaną w miejscowej odmianie śląszczyzny powiatu kluczborskiego. Wydawał także w języku polskim czasopisma ewangelickie i modlitewniki. Jest autorem pracy moralno-obyczajowej pt. Prośliccy, wydanej w 1887, napisanej gwarą. Jego brat − Johann Justin George Karl Heinrich był autorem pracy Presbyterologia Dioeceseos Cruciburgensis.